# Bruce Venture
Bruce Venture (ur. 13 listopada 1985 w San Ramon) – amerykański aktor i reżyser filmów pornograficznych. Jeden z najpopularniejszych aktorów filmów dla dorosłych w XXI wieku, pozostający również w czołówce najczęściej wyszukiwanych aktorów pornograficznych w Internecie.

## Życiorys

### Wczesne lata
Urodził się i dorastał w San Ramon w Kalifornii, w rodzinie pochodzenia amerykańskiego, czirokeskiego, holenderskiego, irlandzkiego i portugalskiego. W 2004 ukończył California High School w San Ramon. 

### Kariera
Venture rozpoczął karierę w branży porno w kwietniu 2010 w Los Angeles w wieku 25 lat. Jego pseudonim artystyczny to kombinacja dwóch słów; imię Bruce zaczerpnął od idola ze szkolnych lat – mistrza kung-fu Bruce’a Lee, a nazwisko Ventura pochodzi od nazwy szkoły w Bay Area, do której uczęszczał.
W 2012 zdobył nominację do dwóch branżowych nagród – X-Rated Critics’ Organization jako nowy ogier i Adult Video News Award jako najlepszy debiutant. Współpracował z największymi produkcjami w branży 21Sextury, Bang Bros, Brazzers, Digital Playground, Evil Angel, Fame Digitals, Hustler Video, Kink.com, Lethal Hardcore, Mega Site Pass, Naughty America, New Sensations, Penthouse, Premium Pass, Puba, Reality Kings czy Vivid Entertainment. W 2013 zagrał w swoim pierwszym monograficznym filmie zatytułowanym Bruce Venture has a Big Dick, zrealizowanym przez Digital Sin. W maju 2015 w Miami na Florydzie założył firmę producencką Venture Entertaiment.
W 2024 za pośrednictwem YouTube poinformował o odejściu z branży porno i podróży dookoła świata.

### Rankingi
W 2015 znalazł się na drugim miejscu najbardziej poszukiwanego aktora porno na portalu internetowym Porn Hub za Jamesem Deenem i przed Manuelem Ferrarą. W 2016 jednym z najbardziej popularnych filmów na PornHub, który zyskał ponad 60 mln wyświetleń, był film krótkometrażowy Nubile Films Tension z jego udziałem i Holly Michaels. W 2018 zajął piąte miejsce w rankingu „Najczęściej i najchętniej oglądanych ogierów branży dla dorosłych wg danych z takich stron, jak Pornhub czy RedTube”. W 2019 był na siódmym miejscu listy Red Light Vegas – „Wielcy i sławni: 10 najbardziej znanych gwiazdorów porno”. W 2020 został wymieniony wśród „20 największych penisów w porno” na liście TheLittleSlush. W 2021 znalazł się na liście TOP 15 gwiazdorów z największymi penisami w porno portalu EroHut, ThePornLinks.com i LustFel oraz TOP 10 najsłynniejszych męskich gwiazd porno na świecie portalu Red Light Vegas. W 2023 trafił na listę Goa Sex Escorts – „15 najpopularniejszych męskich gwiazd porno”.

## Problemy z prawem
W 2005 w wieku 19 lat został aresztowany w więzieniu hrabstwa Santa Rita pod dwoma zarzutami za udział w podwójnej próbie zabójstwa z użyciem noża w korytarzu hotelu Ramada. 
28 grudnia 2015 w Woodland Hills, dzielnicy w Los Angeles w Kalifornii został aresztowany pod zarzutem prowadzenia pojazdu pod wpływem alkoholu, a 4 stycznia 2016 został uznany za niewinnego.

## Życie prywatne
W 2016 związał się z Teanną Trump.
Wolne chwile spędza w Las Vegas, gdzie wykorzystuje swoje umiejętności w Texas Hold’em.

## Nagrody i nominacje
| Rok  | Nagroda                 | Kategoria                                     | Film                             | Inni wykonawcy  | Rezultat  |
| ---- | ----------------------- | --------------------------------------------- | -------------------------------- | --------------- | --------- |
| 2012 | AVN Award               | Najlepszy debiutant                           | –                                | –               | Nominacja |
| 2012 | XRCO Award              | Nowy ogier                                    | –                                | –               | Nominacja |
| 2012 | XBIZ Award              | Nowy wykonawca roku                           | –                                | –               | Nominacja |
| 2013 | Sex Awards              | Najgorętsze dorosły ogier                     | –                                | –               | Nominacja |
| 2013 | AVN Award               | Niedoceniony wykonawca roku                   | –                                | –               | Nominacja |
| 2013 | XBIZ Award              | Najlepsza scena – wydanie winiety             | My Sister’s Hot Friend 25 (2012) | Jessie Volt     | Nominacja |
| 2014 | AVN Award               | Najlepsza scena seksu typu dziewczyna/chłopak | Innocence of Youth 5 (2013)      | Adriana Chechik | Nominacja |
| 2015 | XBiz Award              | Najlepsza scena seksu w filmie niefabularnym  | Pure (2014)                      | Kacy Lane       | Nominacja |
| 2015 | AVN Award               | Najlepsza scena seksu typu dziewczyna/chłopak | Silhouette (2014)                | A.J. Applegate  | Nominacja |
| 2017 | XBIZ Award              | Najlepsza scena seksu w realizacji gonzo      | Angela Loves Men 2 (2016)        | Angela White    | Nominacja |
| 2019 | Nagroda portalu Pornhub | Pełny maszt – Wykonawca Top Big Dick          | –                                | –               | Nominacja |
| 2021 | AVN Award               | Nagroda fanów: Ulubiony gwiazdor              | –                                | –               | Nominacja |
| 2022 | Nagroda portalu Pornhub | Najpopularniejszy wykonawca wśród kobiet      | –                                | –               | Nominacja |